# Forrest Gump (nhân vật)
Forrest Alexander Gump là một nhân vật hư cấu và nhân vật chính của tiểu thuyết 1986 của  Winston Groom, bộ phim cùng tên năm 1994 của Robert Zemeckis, và Gump and Co., phần tiếp theo cho cuốn tiểu thuyết của Groom. Trong bộ phim, Forrest là một nhà tự thiện giàu có và một cựu binh, một doanh nhân, và một vận động viên bóng bầu dục, một chứng nhân lịch sử cho nhiều sự kiện nổi bật của thế kỉ 20. Anh ta thể hiện lòng vị tha, sự lạc quan, một thái độ quyết tâm khi đối mặt với vô số những biến cố, và nỗ lực giúp đỡ mọi người anh gặp dù bản tính anh khá non nớt. Suốt cuộc đời anh, anh duy trì mối tình chân thành cho người bạn tuổi ấu thơ của mình Jennifer Curran, người cuối cùng trở thành vợ anh. Tom Hanks thể hiện nhân vật này trong bộ phim và nhận giải thưởng  Academy Award cho diễn xuất của mình, trong khi  Michael Conner Humphreys đóng vai Forrest khi còn nhỏ.
Năm 2008, Forrest Gump được tạp chí Empire bình chọn là nhân vật điện ảnh vĩ đại thứ 20 của mọi thời đại.

## Nhân vật trong tiểu thuyết
Trong tiểu thuyết, Gump được mô tả là nhìn nhận thế giới một cách đơn giản và thực tế. Anh không biết những gì muốn làm trong cuộc sống, dù cho có chỉ số IQ thấp, nhưng anh thể hiện một trí tuệ sâu sắc. Anh nói rằng anh “có thể nghĩ mọi việc rất tốt”, nhưng khi anh cố gắng “nói hay viết chúng, nó phát ra tưa như Jello". Với khả năng toán học của mình, như một người măc hội chứng Savant, và sức mạnh tuyệt vời dẫn dắt anh vào nhiều chuyến phiêu lưu khác nhau 

## Cốt truyên
Forrest Gump, được đặt theo tên của Đại tướng Nathan Bedford Forrest, kể về câu chuyện cuộc đời anh. Tác giả cố tình sử dụng những sai sót trong cách phát âm và ngữ pháp để thể hiện giọng miền Nam, giáo dục, và khuyết tật thần kinh. Khi sống ở  Mobile, Alabama, Forrest gặp Jenny Curran khi học lớp 1 và đi bộ về nhà cô bé. Sau này họ trở thành những người bạn thân thiết.
Khi Forrest 16 tuổi, anh ta cao 6' 6" (1.98 m), nặng 110 kg, và chơi bóng bầu dục tại trường trung học. Cô Henderson, người mà  Forrest hoàn toàn bị lôi cuốn, dạy anh tập đọc. Anh đọc tác phẩm The Adventures of Tom Sawyer của  Mark Twain và hai tác phẩm khác nhưng anh không nhớ tên. Khi anh thấy thích thú việc đọc, anh không làm tốt bài kiểm tra.
Anh trở nên được hâm mộ như một cầu thủ bóng bầu dục, trở thành hình tượng của cả đội. Khi Forrest được gọi đến phòng Hiệu Trưởng, anh gặp Bear Bryant, người hỏi liệu anh có nghĩ đến việc chơi bóng cho trường Đại học. Sau khi tốt nghiệp trung học, Forrest được kiểm tra sức khỏe nghĩa vụ ở Trung tâm tuyển quân(army recruitment center), và được báo là “Tạm thời được hoãn”
Forrest và Jenny gặp nhau lần nữa ở Đại học. Họ cùng nhau đi xem bộ phim  Bonnie and Clyde, và cùng chơi trong một ban nhạc đồng quê ở Hội Sinh Viên(Student Union), hát cover những bài hát của Joan Baez, Bob Dylan, và Peter, Paul và Mary.
Forrest rời trường Đại học Alabama sau khóa học đầu tiên. Anh và người bạn của mình Bubba nhập ngũ, nhưng Bubba chết trong Chiến Tranh Việt Nam. Anh gặp Trung Úy Dan, người bị mất đôi chân, trong bệnh viện dã chiến.
Anh cũng từng chơi trong một giải vô địch bóng bàn ở Trung Quốc. Kế đó anh làm việc cho NASA như một phi hành gia với một sĩ quan quân đội và một con đười ươi, sau khi anh vướng vào rắc rối trong việc tham gia vào một cuộc biểu tình chống chiến tranh ở Washington. Forrest cũng có sự nghiệp ngắn ngủi như một nhà vô địch cờ vua, một diễn viên đóng thế với một diễn viên khỏa thân  Raquel Welch ở  Hollywood, và như một đô vật chuyên nghiệp với tên gọi "The Dunce".
Truyện có chi tiết khi Forrest tìm một người Việt Nam trong suốt thời gian anh ở Việt Nam và phát hiện ra rằng giúp tôm sinh sản trong một cái đầm hay ao nhỏ. Tất cả những gì anh cần làm là tập trung tôm lại và đặt chúng trong một bể nước lớn, rải thức ăn vào ao và để tự nhiên làm việc còn lại của mình. Anh cuối cùng kết thúc bằng việc kinh doanh tôm và đặt tên công ty là Bubba. Anh nhường lại công ty cho gia đình của Bubba và các công nhân và đi theo con đường của mình, cảm thấy mệt mỏi với những gì nó đem vào cuộc sống vốn đơn giản của anh.
Kết thúc tác phẩm, Forrest kết thúc với Dan và một con đười ươi đực tên là “Sue” sống cuộc sống của một nhóm nghệ sĩ đường phố, sống bằng tiền quyên góp, trong khi ngủ trên một chiếc ghế đá màu xanh.

## Khác biệt với tiểu thuyết

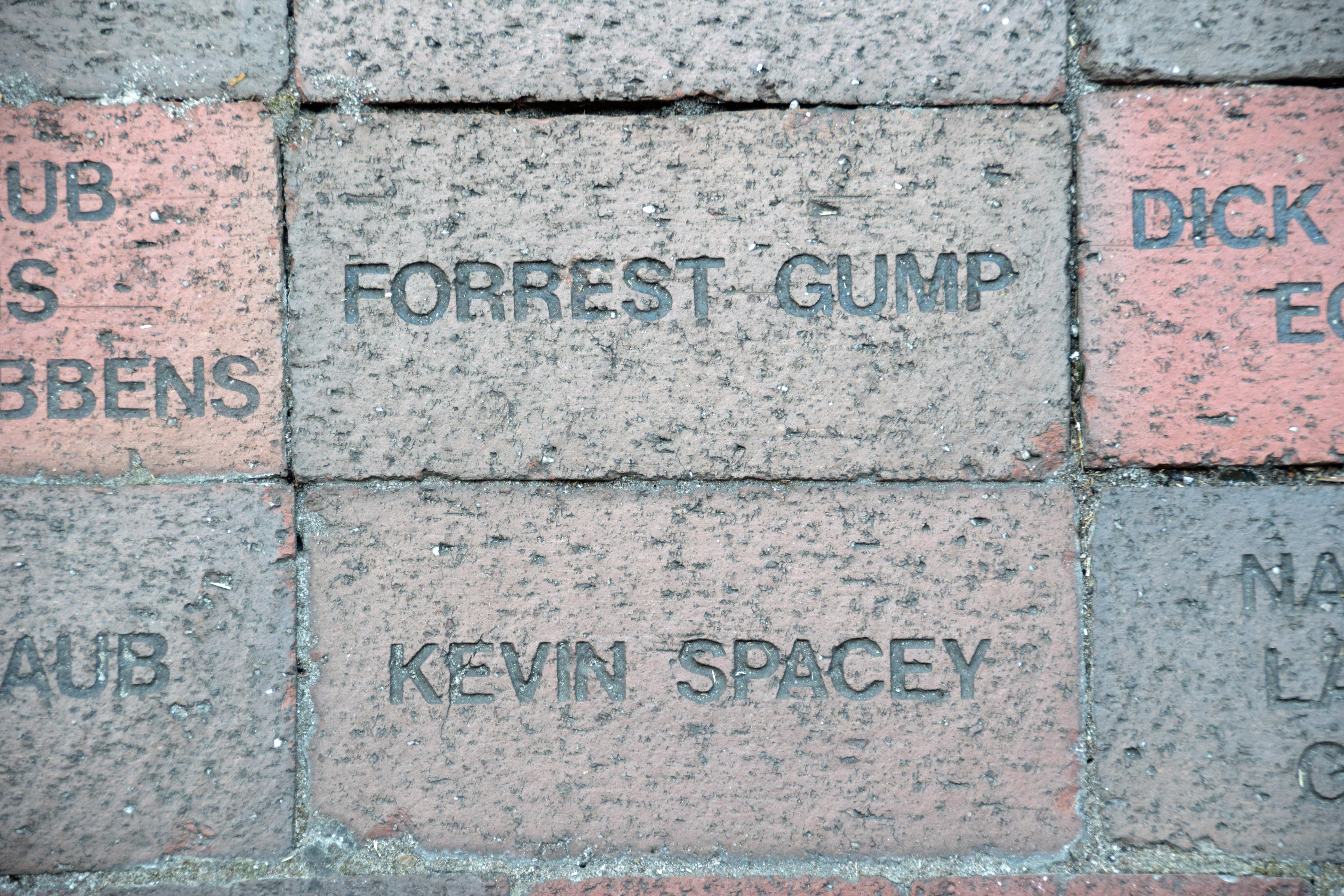
Viên gạch Forrest Gump trước Nhà hát Lucas ở Savannah, Georgia, Hoa Kỳ

Sự mô tả về Forrest trong tiểu thuyết gốc khác so với cách mô tả anh trong phim. Trong tiểu thuyết,  Forrest được thể hiện phần nào thực dụng và bộc trực, trong khi trong phim, anh ta điềm tĩnh và chất phác hơn. Tiểu thuyết cũng mô tả anh như một người đặc biệt với tài năng tuyệt hảo trong việc tính toán các con số(thể hiện trong việc anh nói chính xác thời gian năm, tháng, ngày và giờ anh dành cho việc chạy dọc đất nước). Những thay đổi khác từ tiểu thuyết với phim gồm có cái chết của mẹ và vợ Forrest, Jenny, hai người này không chết trong tiểu thuyết. Trong khi phim có mô tả việc anh chạy khắp nước ròng rã 3 năm trời, tiểu thuyết lại cho anh ta bay vào không gian để rồi rơi ở New Guinea và bị bắt bởi một tù trưởng.
Tiểu thuyết cũng có nói thêm về cha của anh. Nó bật mí rằng cha anh là một bốc xếp làm việc cho tập đoàn United Fruit Company. Ông chết do khi một thùng chuối trên một chiếc thuyền rớt vào đầu ông, đè ông tử vong. Forrest tiếp tục nhiều cuộc phiêu lưu khác gồm việc trở thành một phi hành gia, chơi kèn harmonica trong một ban nhạc có tên là Cracked Eggs, trở thành một đô vật chuyên nghiệp ("The Dunce") và chạy đua vào Thượng viện Hoa Kỳ (với khẩu hiệu chiến dịch"We Got to Pee").